# Honda Superclásico
Pour les articles homonymes, voir Superclásico (homonymie).
Le Superclásico (appelé actuellement Honda Superclásico pour des raisons de sponsoring) également appelé L.A. Derby ou El Clásico Angelino est un terme qui désigne la rencontre de soccer opposant les équipes de Major League Soccer du Galaxy de Los Angeles et du Chivas USA de 2005 à 2014. 
Cette rivalité sportive est la seule en MLS qui peut être considérée comme un derby puisque ces deux équipes sont bases dans le Grand Los Angeles à Carson. Cette rivalité a débuté en 2005, lors de l'arrivée en MLS des Chivas USA. Tous les matchs entre ces deux équipes ont lieu au Home Depot Center qui le stade commun à ces deux équipes.  
Chaque année, un trophée est remis à l'équipe qui réalise les meilleurs résultats lors de leurs confrontations.

## Bilan

### Trophées annuels
| Année | Matchs | Victoires Galaxy | Matchs nuls | Victoires Chivas | Vainqueur trophée |
| ----- | ------ | ---------------- | ----------- | ---------------- | ----------------- |
| 2005  | 5      | 5                | 0           | 0                | Galaxy            |
| 2006  | 4      | 2                | 1           | 1                | Galaxy            |
| 2007  | 4      | 1                | 1           | 2                | Chivas            |
| 2008  | 3      | 1                | 2           | 0                | Galaxy            |
| 2009  | 5      | 3                | 2           | 0                | Galaxy            |
| 2010  | 2      | 2                | 0           | 0                | Galaxy            |
| 2011  | 2      | 2                | 0           | 0                | Galaxy            |
| 2012  | 3      | 2                | 0           | 1                | Galaxy            |
| 2013  | 3      | 2                | 1           | 0                | Galaxy            |
| 2014  | 3      | 2                | 1           | 0                | Galaxy            |

### Bilan général
| Compétition                            | Matchs joués | Victoires Galaxy | Matchs nuls | Victoires Chivas | Buts du Galaxy | Buts du Chivas |
| -------------------------------------- | ------------ | ---------------- | ----------- | ---------------- | -------------- | -------------- |
| Major League Soccer (saison régulière) | 31           | 20               | 7           | 4                | 56             | 21             |
| Major League Soccer (play-offs)        | 2            | 1                | 1           | 0                | 3              | 2              |
| Coupe des États-Unis de soccer         | 1            | 1                | 0           | 0                | 5              | 2              |
| Total général                          | 34           | 22               | 8           | 4                | 64             | 25             |